# Reprezentacja Gagauzji w piłce nożnej mężczyzn
Piłkarska reprezentacja Gagauzji w piłce nożnej – zespół, reprezentujący autonomiczne terytorium Gagauzji (Mołdawia), jednak nie należący do FIFA.

## Mecze międzynarodowe
| Data       | Miejsce       | Gospodarz | Wynik | Gość                          |
| ---------- | ------------- | --------- | ----- | ----------------------------- |
| 19-11-2006 | Cypr Północny | Gagauzja  | 0 - 2 | Grenlandia                    |
| 20-11-2006 | Cypr Północny | Gagauzja  | 2 - 6 | Kirgistan (drużyna futsalowa) |
| 20-11-2006 | Cypr Północny | Gagauzja  | 1 - 1 | Zanzibar U-20                 |

## Osiągnięcia

### Elf Cup
- 2006 - Faza grupowa

## Kadra
- Arabadji Anatoli
- Braguta Vitali
- Peretruhim Serghei
- Marcov Piotr
- Iabanji Serghei
- Gulu Emil
- Deliperi Serghei
- Copusciu Leonid
- Ceavdari Denis
- Caraciot Ivan
- Garizan Vasili
- Trandafil Feodor
- Songroy Vladislav
- Trandafil Maxsim
- Bodiu Lura
- Manolov Fiodor